# Ernst Rojahn
Ernst Andreas Rojahn (* 13. August 1909 in Tønsberg; † 24. Juli 1977 ebenda) war ein norwegischer Schachspieler.
Zweimal konnte er die norwegische Einzelmeisterschaft gewinnen: 1945 in Oslo nach Play-offs und 1958 in Ålesund.
Für die norwegische Nationalmannschaft nahm er an vier Schacholympiaden teil. Bei der Schacholympiade 1939 in Buenos Aires spielte er am Spitzenbrett und erhielt für das beste Ergebnis an diesem Brett (8 Punkte aus 10 Partien) in der Finalgruppe B einen Poncho aus Catamarca. In der Vorrunde spielte er in Buenos Aires remis gegen José Raúl Capablanca. Bei der Schacholympiade 1952 in Helsinki spielte Rojahn am vierten Brett, 1956 in Moskau am 2. Reservebrett und 1958 in München erneut am Spitzenbrett. Bei der Schacholympiade 1958 gewann er gegen den Griechen Alexandros Angos mit einem doppelten Turmopfer.
Vereinsschach spielte Rojahn für den Tønsberg SK.
Seine höchste historische Elo-Zahl war 2468 im Mai 1940.